# Curino
Curino (Curin in piemontese) è un comune italiano sparso di 459 abitanti della provincia di Biella in Piemonte.

## Geografia fisica

### Territorio
Si estende sulle colline attorno alla strada che unisce Brusnengo con Pray, in Val Sessera, che si snoda nella valle del torrente Bisingana, per 2137 ettari, con altitudini comprese tra i 296 e i 787 m della Cima la Guardia. Oltre al torrente Bisingana che scende a sud dalla Cima la Guardia bagnano il territorio comunale il torrente Coggiolasca sul versante nord e la riale Ravasanella, uno dei corsi d'acqua che danno origine al torrente Rovasenda, la quale segna per vari chilometri il confine con il comune di Sostegno. La riale Ravasanella nei pressi del confine con Roasio (VC) è sbarrata da una diga e forma il lago Ravasanella. Il territorio di Curino è anche lambito dalle acque del lago delle Piane, originato da una diga sul torrente Ostola in territorio di Masserano.

### Clima
Presenta il massimo assoluto delle precipitazioni in primavera, ed un massimo secondario di poco inferiore in autunno, mentre il minimo assoluto è quello dei mesi invernali, che arriva ad essere anche la metà del minimo estivo. La piovosità media annua è notevolmente inferiore a quella di alcune delle zone limitrofe (Valsessera, Valsesia, Triverese).

## Storia
I più antichi insediamenti umani in questa parte del Biellese risalgono al Paleolitico medio, stando ai manufatti litici scoperti nel 1974 presso le rive dei torrenti Ostola ed Osterla.
In epoca preistorica troviamo i Liguri e poi, dalla seconda metà del I millennio a.C., i Celti, fino alla occupazione romana avvenuta nel II secolo a.C., che tuttavia toccò solo marginalmente le aree montane e collinari, limitandosi a controllare le vie di transito per i valichi alpini, mediante la costruzione di centri commerciali e presidi militari, tra i quali il Castrum Quirinum da cui poi deriverà il nome Curino.
Il primo centro di cui si hanno notizie storiche certe è Sostegno, citato in un documento dell'882, per le sue cave di calce, probabilmente già in uso in epoca romana.
A partire dal X secolo, tutte queste terre furono donate dagli Imperatori alla chiesa di Vercelli, e la loro storia, a seguito di investiture e conflitti, si andò differenziandosi nei secoli successivi.
Nel Medio Evo Curino era parte del Comitato di Pombia che Arduino d'Ivrea aveva ceduto al fratello Umberto e che, dopo la caduta del Primo Re d'Italia, passava nel 1014 al Vescovo di Vercelli Uguccione; nel 1243 fu venduto, dal legato del Papa, al Comune di Vercelli, salvo essere poi rivendicato dal Vescovo di Vercelli, Martino degli Avogodro di Quaregna, che non riconobbe la vendita, così come in seguito fece anche il Papa. Nel 1394 Nicolò Fieschi, conte di Lavagna, lo ottenne come feudo perpetuo a favore del figlio Antonio Fieschi.

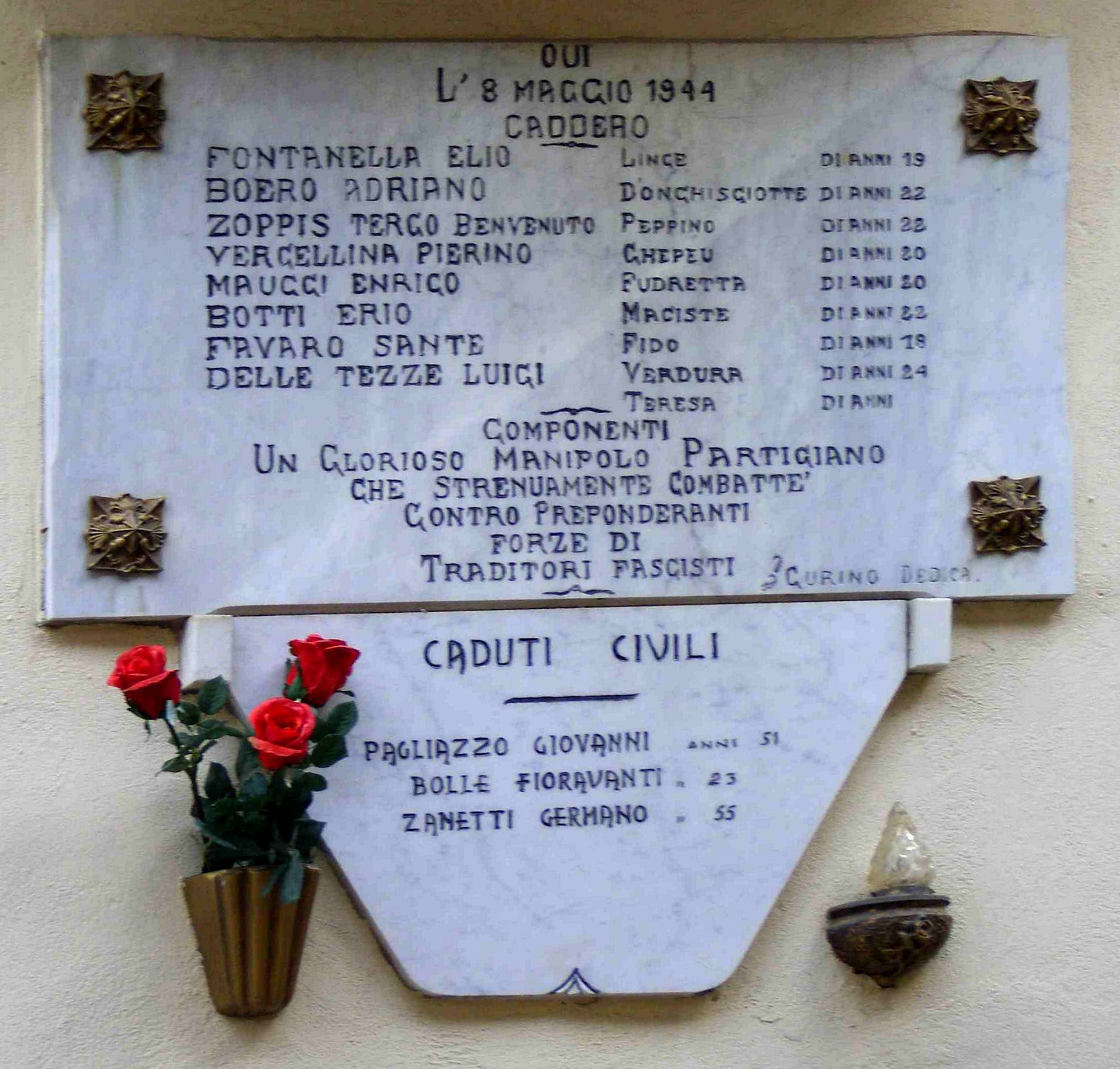
La lapide in Frazione Santa Maria

In pratica quindi Curino rimase legato al feudo pontificio di Masserano e, seguendone la storia, rimase indipendente dai Savoia fino al 1767. Il Feudo pontificio di Masserano, assieme a quello di Crevacuore, fu retto dapprima dai Fieschi conti di Lavagna e poi dai Ferrero Fieschi, elevandosi da Contea a Marchesato ed infine addirittura a Principato.
Grazie al favorevole sistema daziario del feudo di Masserano, Curino divenne un centro di attività di scambio con la Valsessera, la Valsesia e la pianura vercellese; il nome del Cantone Gabella probabilmente risale ad allora.
Nel corso del Novecento Curino, come tutto il Biellese, fu coinvolto in un massiccio fenomeno di emigrazione che portò allo spopolamento dei paesi: i Curinesi emigrarono dapprima come stagionali svolgendo attività di calzolai e bottai, poi come muratori e falegnami, soprattutto in Svizzera, ma anche in Francia, Stati Uniti, Argentina e Sudafrica.
Durante la Resistenza il territorio di Curino fu pesantemente coinvolto dalle operazioni belliche; una lapide nella frazione di Santa Maria ricorda gli otto partigiani e i tre civili caduti l'8 maggio 1944 nel corso di un'imboscata tesa dalle truppe nazifasciste.

### Simboli
Lo stemma e il gonfalone del comune di Curino sono stati concessi con decreto del presidente della Repubblica del 21 aprile 1999.
I cuori nello stemma si basano sull'ipotesi che il nome Curino derivi dal latino cor, cordis, "cuore", mentre in realtà ha origine dall'antico presidio militare Castrum Quirinum.
Il gonfalone è un drappo partito di rosso e di bianco.

## Monumenti e luoghi d'interesse

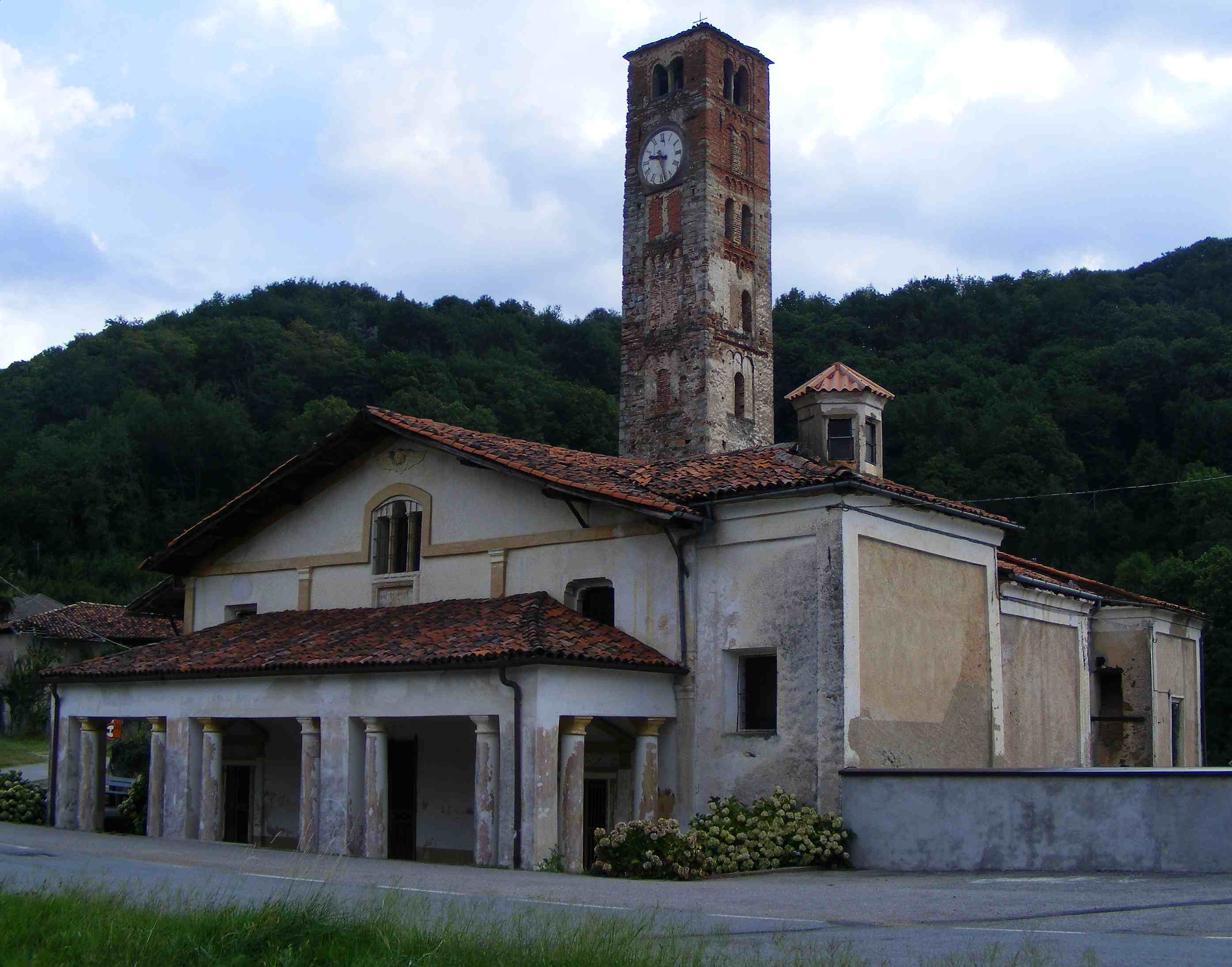
La chiesa di Santa Maria

La chiesa parrocchiale dedicata all'Assunta, situata in frazione Santa Maria, è di origini romaniche, ma fu rielaborata nel Settecento.
 Notevole è in particolare l'alto campanile in mattoni dell'XI secolo, a sette piani, che mantiene l'originale conformazione medioevale.

### Rive rosse di Curino
Ambiente particolare, proposto per l'istituzione di un parco naturale: è completamente disabitato ed è caratterizzato da una serie di colline di terra rossa e da calanchi, rivestite da una scarsa vegetazione che si è adattata alle condizioni particolari del luogo.

## Società

### Evoluzione demografica
Abitanti censiti

## Amministrazione
La sede comunale è collocata in frazione San Martino.
| Periodo | Periodo   | Primo cittadino     | Partito                         | Carica  | Note       |
| ------- | --------- | ------------------- | ------------------------------- | ------- | ---------- |
| 2004    | 2009      | Sebastiano D'Agosta | lista civica                    | Sindaco |            |
| 2009    | 2014      | Adriano Buzio       | lista civica Insieme per Curino | Sindaco |            |
| 2014    | in carica | Adriano Buzio       | lista civica Insieme per Curino | Sindaco | II mandato |

### Altre informazioni amministrative
Il comune ha fatto parte della Comunità montana Val Sessera, Valle di Mosso e Prealpi Biellesi, mentre fino al 2010 apparteneva alla Comunità montana Prealpi Biellesi, abolita in seguito all'accorpamento disposto dalla Regione Piemonte nel 2009.